# Bretagne Classic Ouest-France 2023
Die Bretagne Classic 2023 war die 87. Austragung des französischen Eintagsrennens. Das Rennen fand am 3. September statt und war Teil der UCI WorldTour 2023.
Den Sieg sicherte sich der Franzose Valentin Madouas (Groupama-FDJ), der sich im Sprint aus einer vier Fahrer umfassenden Gruppe vor Mathieu Burgaudeau (TotalEnergies) und Felix Großschartner (UAE Team Emirates) durchsetzte.

## Teilnehmende Mannschaften und Fahrer
Neben den 18 UCI WorldTeams standen 6 UCI ProTeams am Start. Für jedes Team waren sieben Fahrer startberechtigt, wobei das Team Jayco AlUla nur mit sechs Fahrern an den Start ging. Von den 167 Startern erreichten nur 88 das Ziel.
Mit Benoît Cosnefroy (AG2R Citroën), Michael Matthews (Jayco AlUla), Oliver Naesen (AG2R Citroën), Elia Viviani (Ineos Grenadiers) und Edvald Boasson Hagen (TotalEnergies) standen fünf ehemalige Sieger des Rennens am Start.
Als Siegesanwärter galten in erster Linie die endschnellen Klassiker-Spezialisten wie der Weltmeister Mathieu van der Poel und sein Teamkollege Søren Kragh Andersen (beide Alpecin-Deceuninck), sowie Christophe Laporte (Jumbo-Visma), Biniam Girmay (Intermarché-Circus-Wanty), Julian Alaphilippe (Soudal-Quick Step), Michael Matthews (Jayco AlUla), Benoît Cosnefroy, Oliver Naesen, Greg Van Avermaet (alle AG2R Citroën), Valentin Madouas (Groupama-FDJ), Matteo Trentin (UAE Team Emirates), Alex Aranburu (Movistar), Peter Sagan und Anthony Turgis (beide TotalEnergies).
Hinzu kamen Sprinter wie Jasper Philipsen (Alpecin-Deceuninck), Arnaud De Lie (Lotto Dstny) und Jonathan Milan (Bahrain Victorious). Weitere interessante Fahrer mit Siegchancen waren: Thibau Nys (Lidl-Trek), Ben Healy (EF Education-EasyPost), Stefan Küng (Groupama-FDJ), Mauro Schmid (Soudal Quick-Step), Andreas Leknessund (DSM-Frimenich), Marc Hirschi, Alessandro Covi (beide UAE Team Emirates), Jai Hindley, Bob Jungels (beide Bora-hansgrohe) und Alexei Luzenko (Astana Qazaqstan).
| UCI WorldTeams | UCI WorldTeams        | UCI WorldTeams | UCI WorldTeams           | UCI WorldTeams | UCI WorldTeams    | UCI ProTeams | UCI ProTeams                       |
| -------------- | --------------------- | -------------- | ------------------------ | -------------- | ----------------- | ------------ | ---------------------------------- |
| ACT            | AG2R Citroën Team     | GFC            | Groupama-FDJ             | DSM            | Team DSM          | BWB          | Bingoal WB                         |
| ADC            | Alpecin-Deceuninck    | IGD            | Ineos Grenadiers         | JAY            | Team Jayco AlUla  | BGF          | Green Project-Bardiani CSF-Faizanè |
| AST            | Astana Qazaqstan Team | ICW            | Intermarché-Circus-Wanty | TFS            | Trek-Segafredo    | IPT          | Israel-Premier Tech                |
| TBV            | Bahrain Victorious    | TJV            | Jumbo-Visma              | UAD            | UAE Team Emirates | LTD          | Lotto Dstny                        |
| BOH            | Bora-Hansgrohe        | MOV            | Movistar Team            |                |                   | TEN          | TotalEnergies                      |
| COF            | Cofidis               | SOQ            | Soudal Quick-Step        |                |                   | TUD          | Tudor Pro Cycling Team             |
| EFE            | EF Education-EasyPost | ARK            | Team Arkéa-Samsic        |                |                   |              |                                    |

## Streckenführung
Im Jahr 2023 führte die Strecke der Bretagne Classic in Richtung Nordwesten, ehe es zurück zum Start- und Zielort Plouay ging. Nach dem Start ging es auf welligem Terrain über Carhaix-Plouguer zu den Monts d'Arrée, die nach rund 80 Kilometern erreicht wurden. Hier wurde mit dem Col de Trédudon (357 m) der höchste Punkt des Rennens passiert. Auf dem Rückweg nach Plouay wurden die Ortschaften Gourin, Guiscriff und Le Faouët durchfahren, bevor der Anstieg von Marta, rund 26,5 Kilometer vor dem Ziel, das Finale eröffnete. Im Anschluss folgten die Anstiege von Longeo und Kerharff, ehe die Zielpassage 11,7 Kilometer vor dem Ziel das erste Mal durchfahren wurde und der abschließende Rundkurs begann, der sich im Verlauf zu den Vorjahren verändert hatte.
Nach der Zieldurchfahrt verlief die Straße zunächst flach in Richtung Osten, ehe mit dem Bosse de Rostervel eine 1500 Meter lange Steigung erreicht wurde, die im Schnitt mit 4,4 % bergauf führte, jedoch Rampen von bis zu 10 % beinhaltete. Über schmale Straßen erreichten die Fahrer im Anschluss die D2, die sie zurück nach Plouay führte. Mit der Bosse du Lezot folgte ein 900 Meter langer Anstieg, der maximale Steigungsprozente von 14 % aufwies. Nach einer kurzen Abfahrt wurde mit der 225 Meter langen Bosse de Kerscoulic die letzte Schwierigkeit des Tages in Angriff genommen, die im Schnitt mit fast 9 % anstieg. Nachdem der höchste Punkt rund drei Kilometer vor dem Ziel überquert worden war, führte die Strecke leicht abschüssig auf die D110, ehe der Zielstrich auf dem Boulevard des Championnats du Monde erreicht wurde.
| #  |                        | km    | Länge (m) | Ø Steigung | max. Steigung |
| -- | ---------------------- | ----- | --------- | ---------- | ------------- |
| 1  | Bosse de Kerscoulic    | 0,6   | 300       | 4 %        | 7 %           |
| 2  | Chapelle Saint-Germain | 9,6   | 500       | 7 %        | 11 %          |
| 3  | Zinsec                 | 13,9  | 500       | 7 %        | 8 %           |
| 4  | Kervrazo               | 17,9  | 1300      | 5 %        | 7 %           |
| 5  | Croaz ar Pichon        | 34,7  | 1100      | 4 %        | 5 %           |
| 6  | Bellevue               | 39,2  | 600       | 5 %        | 6 %           |
| 7  | Plévin                 | 43,9  | 900       | 5 %        | 8 %           |
| 8  | Kergoutois             | 50,5  | 500       | 5 %        | 7 %           |
| 9  | Kergroaz               | 55,2  | 600       | 5 %        | 6 %           |
| 10 | Boulaouic              | 65,9  | 600       | 7 %        | 11 %          |
| 11 | Ty Guen                | 67,9  | 1100      | 6 %        | 12 %          |
| 12 | Huelgoat               | 73    | 600       | 4 %        | 6 %           |
| 13 | Kerhamon               | 78,5  | 600       | 4 %        | 5 %           |
| 14 | Col de Trédudon        | 85,4  | 1800      | 5 %        | 6 %           |
| 15 | Col de Trévezel        | 88,7  | 1400      | 4 %        | 6 %           |
| 16 | Pontigou               | 94,6  | 1100      | 6 %        | 7 %           |
| 17 | Plas ar Bater          | 109,6 | 1300      | 5 %        | 9 %           |
| 18 | Ti ar Moal             | 113   | 2100      | 4 %        | 8 %           |
| 19 | Roc'h Cleguer          | 115,6 | 700       | 4 %        | 7 %           |
| 20 | Menez Keryéven         | 118,8 | 900       | 6 %        | 10 %          |
| 21 | Loqueffret             | 121,9 | 800       | 5 %        | 6 %           |
| 22 | Saint-Herbot           | 125,8 | 400       | 6 %        | 10 %          |
| 23 | La Garenne             | 127,8 | 1600      | 6 %        | 12 %          |
| 24 | Menez Rouz             | 131,4 | 400       | 7 %        | 8 %           |
| 25 | Rhun                   | 134,5 | 900       | 5 %        | 8 %           |
| 26 | Menez Lannac'h         | 140,1 | 400       | 7 %        | 8 %           |
| 27 | Bodizel                | 144,6 | 800       | 5 %        | 8 %           |
| 28 | Ar Vourc'h Nevez       | 148   | 1700      | 4 %        | 7 %           |
| 29 | Col du Toullaeron      | 150   | 1900      | 5 %        | 6 %           |
| 30 | Koad Krenn             | 153,5 | 1000      | 6 %        | 7 %           |
| 31 | Lambrestin             | 158,2 | 400       | 6 %        | 10 %          |
| 32 | Kerbeleg               | 161,4 | 400       | 4 %        | 6 %           |
| 33 | Ty Coz                 | 162,1 | 2500      | 5 %        | 11 %          |
| 34 | Gourin                 | 169,4 | 400       | 7 %        | 9 %           |
| 35 | Brénés                 | 172,7 | 800       | 6 %        | 10 %          |
| 36 | Le Hellès              | 177,4 | 1000      | 7 %        | 12 %          |
| 37 | Keryvarc'h             | 181,5 | 1400      | 6 %        | 7 %           |
| 38 | Guiscriff              | 185,6 | 500       | 4 %        | 6 %           |
| 39 | Pont Priant            | 193,6 | 300       | 11 %       | 15 %          |
| 40 | Métairie Neuve         | 195,6 | 400       | 6 %        | 8 %           |
| 41 | Coat en Haie           | 199,3 | 600       | 10 %       | 17 %          |
| 42 | Kerbouër               | 203,8 | 1100      | 5 %        | 8 %           |
| 43 | Kervelen               | 208,6 | 1300      | 4 %        | 12 %          |
| 44 | Restemboblaye          | 213,2 | 1900      | 3 %        | 7 %           |
| 45 | Le Moustoir            | 217,4 | 400       | 8 %        | 13 %          |
| 46 | Rozempouillot          | 220   | 1100      | 3 %        | 7 %           |
| 47 | Meslan                 | 221,6 | 600       | 5 %        | 7 %           |
| 48 | Kerflémic              | 223,7 | 1000      | 4 %        | 5 %           |
| 49 | Sacré Chœur            | 225,5 | 400       | 3 %        | 5 %           |
| 50 | Berg ar Salud          | 226,7 | 500       | 7 %        | 12 %          |
| 51 | Marta                  | 229,9 | 1500      | 6 %        | 13 %          |
| 52 | Kerharff               | 232,1 | 400       | 6 %        | 8 %           |
| 53 | Longeo                 | 237,6 | 1500      | 6 %        | 12 %          |
| 54 | Bosse de Kerscoulic    | 242,4 | 600       | 5 %        | 11 %          |
|    | Zieldurchfahrt         | 246   |           |            |               |
| 55 | Bosse de Rostervel     | 247,7 | 1500      | 4 %        | 10 %          |
| 56 | Bosse du Lezot         | 252,9 | 900       | 5 %        | 14 %          |
| 57 | Bosse de Kerscoulic    | 254,4 | 300       | 7 %        | 11 %          |
|    | Ziel                   | 258   |           |            |               |

## Rennverlauf und Ergebnis
In der Anfangsphase setzten sich mit Alessandro Tonelli (Green Project-Bardiani CSF-Faizanè) und Aaron Van der Beken (Bingoal WB) zwei Fahrer vom Hauptfeld ab, die einen Vorsprung von rund sieben Minuten herausfuhren. Dahinter bestimmte die Alpecin-Deceuninck Mannschaft um den Weltmeister Mathieu van der Poel das Tempo. 86 Kilometer vor dem Ziel wurden die beiden Ausreißer vom Hauptfeld gestellt, ehe Julian Alaphilippe (Soudal Quick-Step) rund 80 Kilometer vor dem Ziel im Schotteranstieg von Le Hellès angriff. Der Franzose konnte sich jedoch nicht entscheidend absetzten und stattdessen lösten sich Stefan Küng (Groupama-FDJ) und Mick van Dijke (Jumbo-Visma) vom Hauptfeld. Auf den nachfolgenden Kilometern versuchten weitere Fahrer zu den beiden Spitzenreitern aufzuschließen, was ihnen jedoch nicht gelang. Rund 50 Kilometer vor dem Ziel kam es im Peloton zu einem Sturz in den auch Ben Healy (EF Education-EasyPost), Warren Barguil (Arkéa-Samsic) und Jake Stewart (Groupama-FDJ) involviert waren. Unterdessen hatten Stefan Küng und Mick van Dijke einen Vorsprung von rund zwei Minuten herausfahren können, wobei der letztgenannte Niederländer dem Tempo des Schweizers nicht mehr folgen konnte und etwa 30 Kilometer vor dem Ziel vom Hauptfeld gestellt wurde.
Nach einer Serie von Angriffen unterschiedlicher Fahrer fielen mit Mathieu van der Poel und Christophe Laporte (Jumbo-Visma) zwei Favoriten aus dem Hauptfeld zurück. Ein Vorstoß von Benoît Cosnefroy (AG2R Citroën) rund 18 Kilometer vor dem Ziel brachte das Ende der Solo-Führung von Stefan Küng um den sich nun eine 14 Fahrer umfassende Gruppe formierte. In dieser waren neben dem Schweizer auch sein Teamkollege Valentin Madouas (Groupama-FDJ), sowie Benoît Cosnefroy, Tiesj Benoot (Jumbo-Visma), Marc Hirschi, Felix Großschartner (beide UAE Team Emirates), Jai Hindley, Frederik Wandahl (beide Bora-hansgrohe), Pavel Sivakov (Ineos Grenadiers), Jakob Fuglsang (Israel-Premier Tech), Jasper De Buyst (Lotto Dstny), Alex Aranburu (Movistar), Mathieu Burgaudeau (TotalEnergies) und Mauri Vansevenant (Soudal Quick-Step) vertreten.
Nach weiteren Angriffen formierte sich in der Schlussrunde mit Stefan Küng, Valentin Madouas, Felix Großschartner, Mathieu Burgaudeau und Frederik Wandahl eine fünf Fahrer umfassende Spitzengruppe. Im Anstieg des Bosse du Lezot griff Felix Großschartner rund fünf Kilometer vor dem Ziel an, wodurch Frederik Wandahl zurückfiel. Ein weiterer Antritt des Österreichers auf der abschließenden Bosse de Kerscoulic brachte ebenfalls keine Vorentscheidung und so kam es nach mehreren Angriffen auf den letzten Kilometern zum Sprint aus dem Führungs-Quartett. Diesen bereitete Stefan Küng für seinen Teamkollegen Valentin Madouas vor, der sich vor Mathieu Burgaudeau und Felix Großschartner durchsetzte.
| Platz | Fahrer              | Nation | Team              | Zeit                   |
| ----- | ------------------- | ------ | ----------------- | ---------------------- |
| 01.   | Valentin Madouas    | FRA    | Groupama-FDJ      | 6:15:22 h (41,24 km/h) |
| 02.   | Mathieu Burgaudeau  | FRA    | TotalEnergies     | "                      |
| 03.   | Felix Großschartner | AUT    | UAE Team Emirates | "                      |
| 04.   | Stefan Küng         | SUI    | Groupama-FDJ      | + 0:01 min             |
| 05.   | Jasper De Buyst     | BEL    | Lotto Dstny       | + 0:17 min             |
| 06.   | Marc Hirschi        | SUI    | UAE Team Emirates | "                      |
| 07.   | Tiesj Benoot        | BEL    | Jumbo-Visma       | "                      |
| 08.   | Frederik Wandahl    | DEN    | Bora-hansgrohe    | "                      |
| 09.   | Elia Viviani        | ITA    | Ineos Grenadiers  | + 0:35 min             |
| 010.  | Sandy Dujardin      | FRA    | TotalEnergies     | ""                     |